# Відчайдушна слава
«Відчайдушна слава» (англ. Some Desperate Glory) — науково-фантастичний роман 2023 року американської письменниці Емілі Теш.

## Синопсис
Усе своє життя Кір тренувалася до того дня, коли зможе помститися за знищення планети Земля. Виросла в надрах станції Ґея разом з останніми рештками людства, вона готується до зустрічі з Мудрістю, всемогутньою зброєю, що формує реальність, яка дала Мажодам перемогу над людством.
Вони — це те, що залишилося. Вони — це те, що повинно вижити. Кір — одна з найкращих воїнів свого покоління, меч мертвої планети. Але коли командування прирікає її брата на неминучу смерть, а її саму відсилає до розплідника народжувати синів, поки вона не помре, вона розуміє, що повинна взяти помсту людства у свої руки.
Разом із геніальним, але бунтівним другом брата та самотнім полоненим інопланетянином вона тікає від усього, що коли-небудь знала, у всесвіт, набагато складніший, ніж її вчили, і набагато дивовижніший, ніж вона могла собі уявити.

## Огляди
За словами Лізи Таттл, яка пише для The Guardian: «Добре розказана історія поєднує захопливу дію з більш вдумливим змістом, торкаючись таких гарячих тем, як штучний інтелект, фашизм і гендерна політика, і виглядає як ще один лауреат премії».
На завершення зоряний огляд у Publishers Weekly: «Політична тема відходу від фашистської ідеології чудово поєднується з розумним науково-фантастичним світобудуванням... і дивакуватим дорослішанням».
У Washington Post Чарлі Джейн Андерс писала: «Історія поєднує в собі захопливий бойовик із запаморочливим курсом космічної метафізики, який постійно змінює ваше уявлення про те, про що ця книга».
Лія фон Ессен з Booklist порівняла теми, що оточують головну героїню Кир, з темами телевізійного шоу «Ші-Ра і могутні принцеси». Про Кір вона написала: «Її зростання — це те, що живить цю розлогу історію з насиченим темпом, сповнену захопливих битв і непередбачуваних поворотів».
Для Tor.com Мая Ґіттельман назвала книгу «навдивовижу зрілим і нюансованим романом, захопливою головоломкою, яка б'є сильно і без зайвих слів».